# ルーカス・ゲニューシャス
ルーカス・ゲニューシャス（Lukas Geniušas　Лукас Генюшас 1990年7月1日- ）はリトアニア-ロシアのピアニスト。

## 来歴
5歳からピアノを始め、祖母であるヴェーラ・ゴルノスターエワからピアノをモスクワ音楽院で教わる。2004年からロストロポーヴィチ奨学金を受ける。

## 入賞歴
- 2005年　ジーナ・バッカウアー国際ピアノコンクール 第2位
- 2007年　スコットランド国際ピアノコンクール 第2位
- 2008年　サンマリノ国際ピアノコンクール 第2位
- 2010年　ジーナ・バッカウアー国際ピアノコンクール 第1位
- 2010年　ショパン国際ピアノコンクール 第2位
- 2015年　チャイコフスキー国際コンクール 第2位